# Elovskij rajon
L'Elovskij rajon (in russo Еловский район?) è un municipal'nyj rajon (муниципальный округ) del Territorio di Perm', in Russia; il centro amministrativo è il villaggio di Elovo.
Il distretto confina a nord con il bacino di Votkinsk, su cui si affaccia Elovo.